# الجليل (منطقة)
الجليل (بالعبريَّة: הגָלִיל) هي منطقة جغرافية في شرق البحر المتوسط في شمال فلسطين المحتلة (1948م) ومن أكبر مدنها الناصرة وصفد وعكّا، من الناحية الإدارية تقع أغلب أراضي الجليل اليوم في إسرائيل ضمن لواء الشمال الذي يضم أيضا هضبة الجولان ولواء حيفا. من الناحية الديموغرافية يشكّل عرب 48 حوالي نصف عدد السكان الإجمالي، ومن بينهم المسلمون والمسيحيون والدروز كما ويسكن في المنطقة أقلية شركسية. أما بقية السكان (حوالي 46.9% بحسب إحصائية عام 2006) فهم من اليهود ويقدّرون بحوالي 1.2 مليون نسمة.
يحد مرج بن عامر منطقة الجليل من الجنوب، أما شرقا فيحدها منحدر هضبة الجولان، ويحدها البحر الأبيض المتوسط من الغرب. من الناحية الطوبوغرافية التاريخية تمتد منطقة الجليل الأعلى شمالاً داخل الأراضي اللبنانية حيث يمثل نهر الليطاني حدودها الشمالية، ولكن هذه المنطقة تعد حاليًا في حدود الجزء الإسرائيلي من المنطقة. تقليديًا تنقسم منطقة الجليل إلى ثلاثة مناطق وهي الجليل الأعلى والجليل الأسفل والجليل الغربي.
تضم منطقة الجليل بعض أكثر المدن والمواقع قداسًة في الديانة المسيحية، منها مدينة الناصرة حيث بشّر الملاك جبرائيل مريم العذراء بولادة يسوع حسب المعتقدات المسيحية، كما أنها المدينة التي نشأ فيها فنُسِبَ إليها ودُعي يسوع بيسوع الناصري. إلى جانب قانا الجليل والتي تم فيها عرس قانا الجليل أولى معجزات يسوع الناصري وفقًا للمعتقدات المسيحية. وجبل الطور والتي حصل فيها حادثة التجلي، ونهر الأردن وبحيرة طبريا وكفرناحوم والتي تضم العديد من مواقع الحج المسيحية.

## التاريخ

### العصر الحديدي
وفقًا للكتاب المقدس، أطلق العبرانيين اسم الجليل على المنطقة القبلية لنفتالي ودان، والتي تتداخل أحيانًا مع قبيلة أرض أشير.
يذكر الإصحاح التاسع من سفر الملوك الأول أن سليمان كافأ حليفه الفينيقي، الملك حيرام الأول ملك صيدا، بعشرين مدينة في أرض الجليل، والتي كان من الممكن أن يسكنها الأجانب أثناء حكم حيرام وبعده، أو أولئك الذين تم ترحيلهم قسراً إلى هناك من قبل الغزاة اللاحقين مثل الآشوريين، حيرام، رداً على الهدايا السابقة المقدمة للملك داود، قبل السهل المرتفع بين جبال نفتالي وأعاد تسميتها "أرض كابول" لبعض الوقت.

### العصر الهلنستي
حتى نهاية الفترة الهلنستية وقبل الغزو الحشموني، كانت منطقة الجليل قليلة السكان، حيث تركز غالبية سكانه في مراكز محصنة كبيرة على أطراف الوديان الغربية والوسطى. واستناداً إلى الأدلة الأثرية من تل عنفة وقادش والشوهرة، كان الجليل الأعلى آنذاك موطنًا لسكان وثنيين تربطهم علاقات وثيقة بالساحل الفينيقي.

### العصر الحشموني
خلال توسع السلالة الحشمونية، تم احتلال جزء كبير من منطقة الجليل وضمها من قبل الملك الحشموني أرسطوبولس الأول (104-103 قبل الميلاد). بعد الغزو الحشموني، كان هناك تدفق يهودي كبير إلى المنطقة، تحتوي المواقع بما في ذلك ميرون وصفورية والمجدل، وغيرها من القرى على أدلة أثرية كرونولوجية على هذه الموجة الاستيطانية.

## الجغرافيا والمناخ

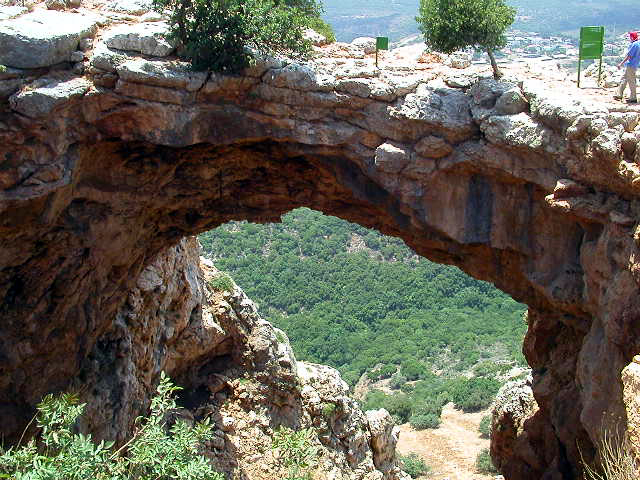
أحد كهوف الجليل.

الجليل يتشكل عموما من مرتفعات صخرية (تتراوح بين 500 و 700 فوق سطح البحر) مغطاة بالخضرة، حيث يحتوي على الأنهار والغابات والأشجار، وأعلى جباله جبل طابور والجرمق. يعتبر الجليل منطقة سياحة واستجمام لدى الكثير من سكان البلاد الذين يسمح لهم بوصولها لمناظره الخلابة والمسارات الجميلة. في فصل الشتاء تتساقط كميات كبيرة نسبياً من الأمطار والثلوج في الجليل وخاصةً في المرتفعات. وتعتبر من أهم المناطق العسكرية الاستراتيجية لإسرائيل إذ أنها تطل على الحدود اللبنانية والسورية معاً.
حدود الجليل تتميز بخليط جغرافي ففي الشمال نهر الليطاني والجنوب سهل بني عامر أما في الشرق محدرات الشرقة والغرب تلال الجليل وتكون جراء التجعد الألبي بعد تصادم اللوح الأوروبي مع اللوح العربي - شارع 85 (سهل الكروم - الشاغور) هو الفاصل بين الجليل الأعلى والأسفل.

## مناطق الجليل
الجليل مقسم إلى ثلاث أقسام:
1. الجليل الأعلى
2. الجليل الأسفل
3. الجليل الغربي

### التقسيم الإداري
يقع معظم الجليل اليوم ضمن التقسيم الإداري الإسرائيلي في لواء الشمال ولواء حيفا، بينما يقع الجزء اللبناني منه في جنوب محافظة النبطية ومحافظة الجنوب، وتحديدا قضاء بنت جبيل وصور.

## مدن الجليل الأعلى والأدنى

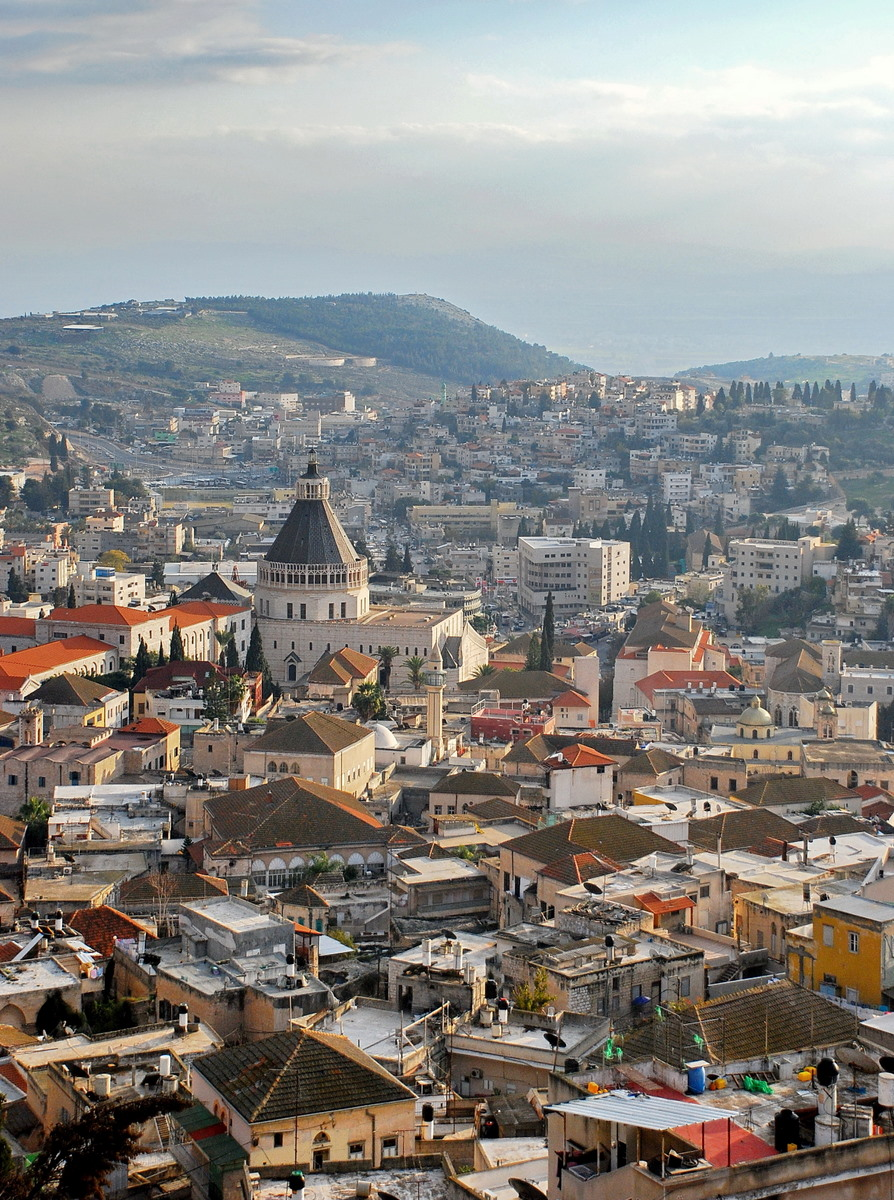
مدينة الناصرة.

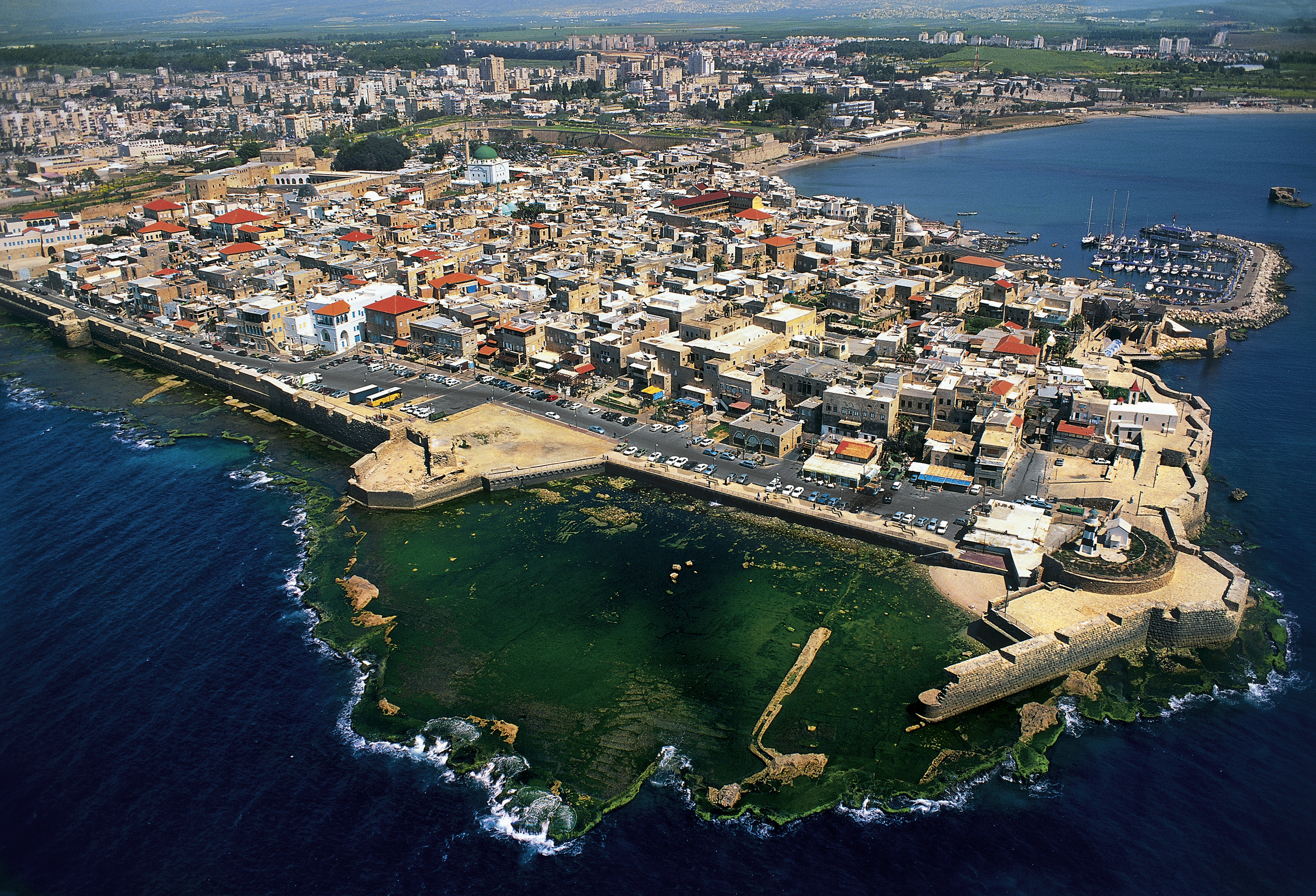
مدينة عكا.

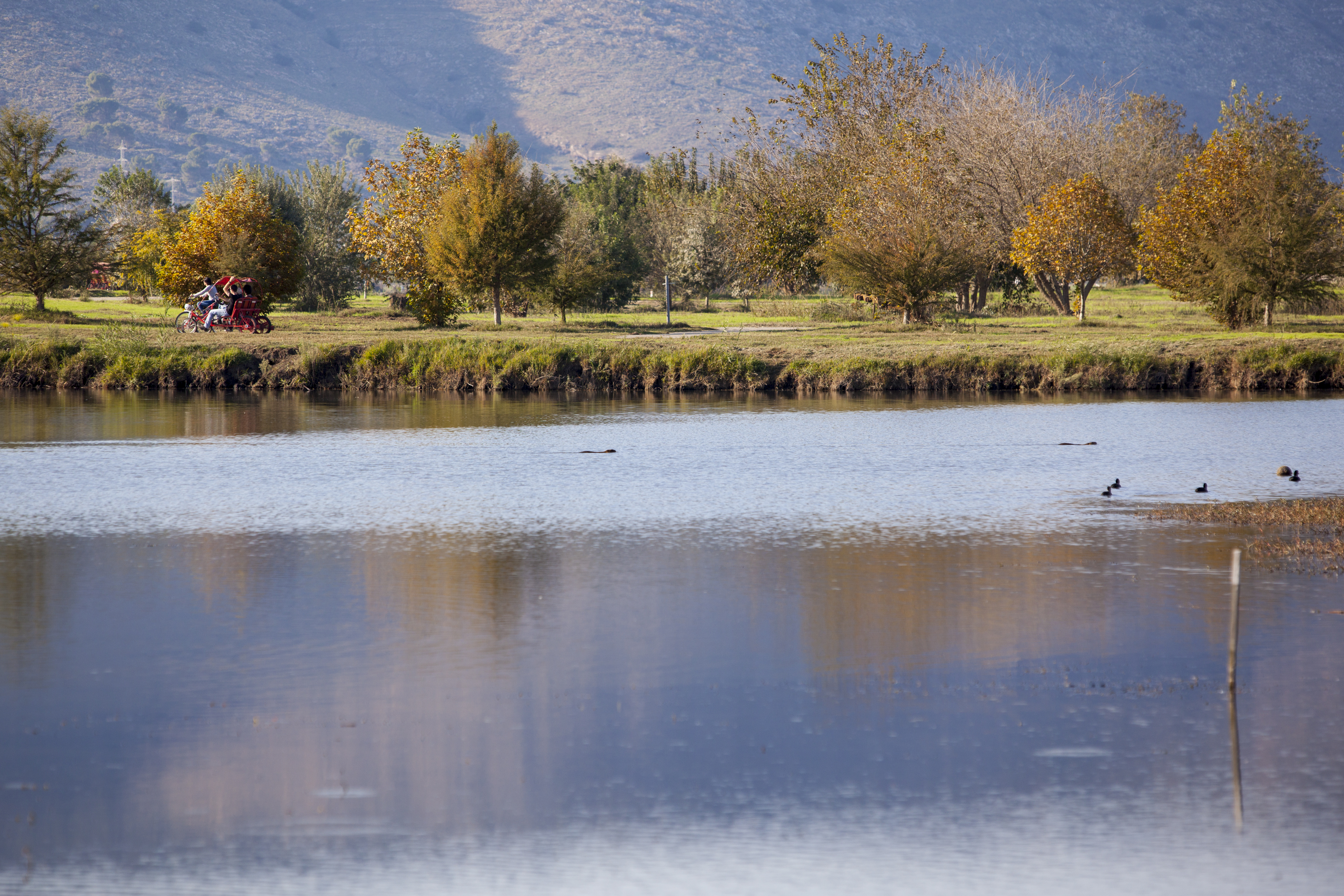
بحيرة الحولة.

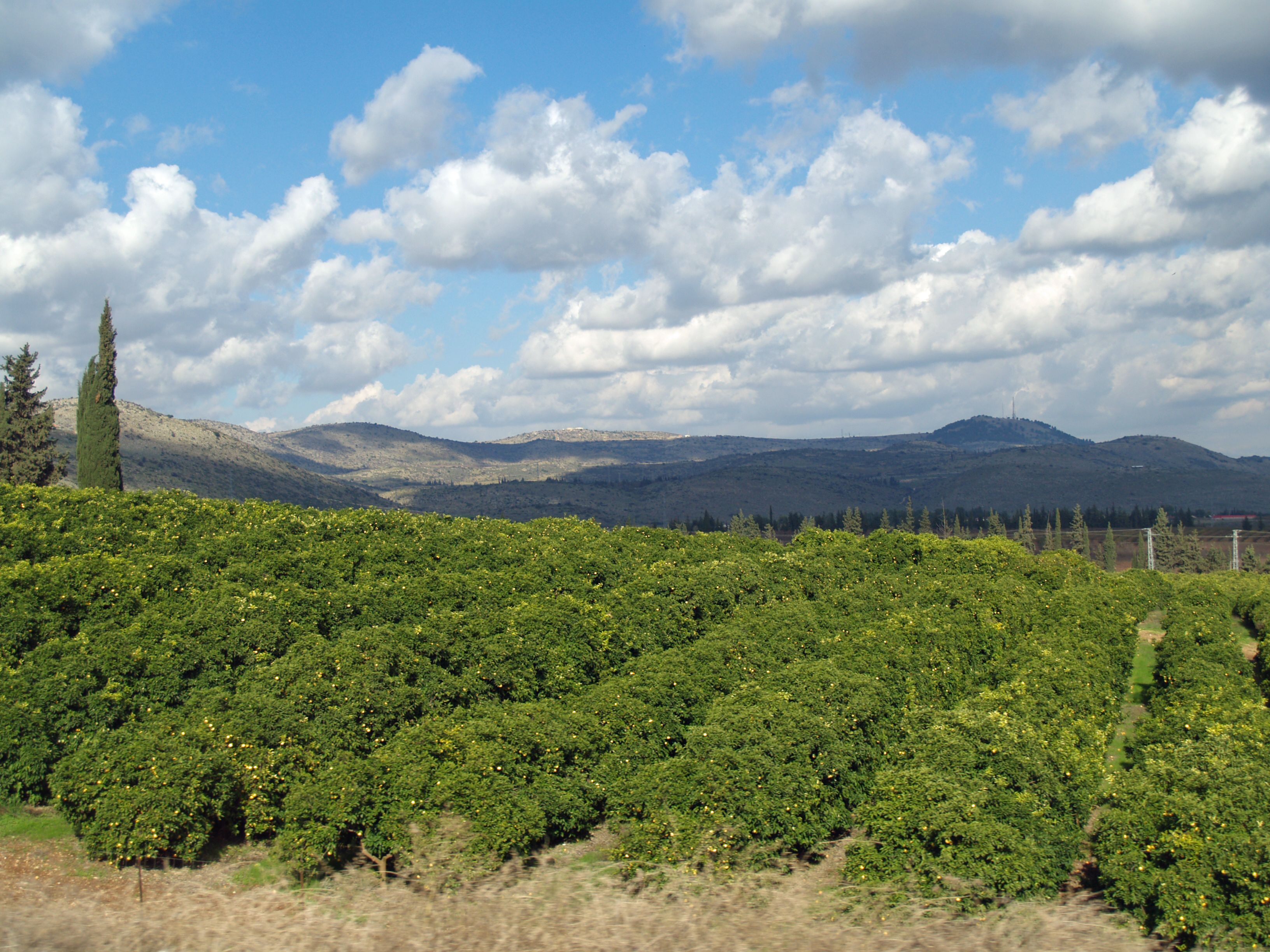
بستان في الجليل الأعلى.

- الناصرة: وهي من أهم مدن فلسطين التاريخية، تقع اليوم في لواء الشمال الإسرائيلي في منطقة الجليل، وتبعد عن القدس حوالي 105 كم إلى الشمال. أصبحت المدينة بعد النكبة عام 1948 مركزًا إداريًا وثقافيًا والمركز الرئيسي لعرب 48 في إسرائيل. بلغ عدد سكان مدينة الناصرة في عام 2011 حوالي 73,600 نسمة.[11][12][13][14] ويَصل عدد سكان متروبولين الناصرة حوالي 210,000 نسمة منهم 174,800 عربي (83%) و 30,345 يهودي (15%) و 4,855 آخرون (2%)، ويَضُم المتروبولين البلدات المحيطة وهي الناصرة العليا، ويافة الناصرة، والرينة، وعيلوط، وكفركنا، والمشهد، وإكسال وعين ماهل.[15] ويعد متروبولين الناصرة أكبر تجمع حضري عربي في إسرائيل وهي المدينة الإسرائيليَّة الوحيدة التي يزيدُ عدد سُكَّانُها عن 50,000 نسمة ذات أغلبية عربيّة.[16]
- مدينة عكا: أقيمت عكا على موقع يساعد على الدفاع عنها بسهولة فهي تقع بين رأس الناقورة وجبل الكرمل وتلال الجليل ومستنقعات النعامين، كانت ميناء لحوران والجليل وغيرها من المدن المجاورة، وتعتبر عكا مدينة قديمة من أقدم مدن العالم أقامها الكنعانيون وأسموها عكو. فتحها المسلمون بقيادة معاوية بن أبي سفيان سنة 15 هـ. بلغت مساحة عكا 1538 دونم، وتنتشر فوق كثبان الرمل البيضاء في جنوب عكا أشجار النخيل وأما السهول الفسيحة في شرقي البلدة فتنتج أجود أنوع الخضار والفواكه، وأما شمالها فرصع بالبساتين والحدائق الإناءة. وعكا تنقسم قسمين عكا القديمة وهي داخل أسوار عكا، وعكا الجديدة وهي خارج أسوار عكا. بلغ عدد سكانها عام 1922 م حوالي 6420 نسمة وفي عام 1931 م حوالي 7897 نسمة وفي عام 1945 م 12360 نسمة، ولم يكن فيهم غير 50 يهوديا. كانت عكا تشتهر بإحياء المناسبات الدينية والاحتفال بها مثل الاحتفال بالمولد النبوي وتوديع حجاج البيت الحرام كما كانت المدينة ترتدي طابعاً خاصاً في أعياد الفطر والأضحى، وكثيراً ما كانت الاحتفالات الدينية تتحول إلى مهرجانات وطنية. وعكا مدينة تاريخية يوجد فيها معالم تاريخية، منها «السوق الأبيض» ويتألف من صفين من الحوانيت المعقودة بنيت في عام 1219 م والقلعة وتقع في شمال المدينة القديمة، وجامع الجزار تم بناؤه عام 1781 م، وهو أكبر وأجمل جامع في القسم المغتصب من فلسطين 1948 م، وتشتهر المدينة بأسوارها التي تحيط بالمدينة براً وبحراً.
- أبو سنان: تقع في الشمال الشرقي من عكا وتجاورها كفر ياسين، مساحتها 69 دونماً وترتفع عن سطح البحر 75 متراً، مساحة أراضيها 13043 دونماً، بلغ عدد سكانها عام 1922 م 518 نسمة وفي عام 1931 م حوالي 605 نسمة، وفي عام 1945 م 820 نسمة وفي إحصاءات العدو لعام 1948 كان فيها 1782 نسمة وفي عام 1949 حوالي 1448 نسمة.
- كفر ياسيف: تعتبر هذه القرية من أمهات قرى القضاء تقع على بعد 11 كم للشمال الشرقي من عكا، وترتفع 75 متراً عن سطح البحر، مساحتها 75 دونماً وأبو سنان أقرب قرية لها. وتعتبر هذه القرية قرية راقية اقتصادياً واجتماعياً تعتني بزراعة الزيتون ويكثر فيها عدد المتعلمين ومساحة أراضيها 6763 دونماً. بلغ عدد سكانها عام 1922 م حوالي 870 نسمة وفي عام 1931 م حوالي 1075 نسمة، وفي عام 1945 م حوالي 1400 نسمة وفي إحصاءات العدو لعام 1948 كان فيها 1801 نسمة وفي عام 1965 حوالي (3400) نسمة.
- طمرة: بمعنى التمر (تلفظ طمرة باللهجة المحلية وتعرف بهذا الاسم)، تعتبر اليوم إحدى أكبر المدن العربية في الداخل المحتل من سنة 1948 من حيث الكثافة السكانية حيث يصل تعداد سكانها إلى ما يقارب ال 30 ألف نسة وترتفع 150 متراً عن سطح البحر، مساحتها 206 دونماً، وتبلغ مساحة أراضيها الزراعية 30559 دونماً. بلغ عدد سكانها عام 1922 م حوالي 1111 نسمة وفي عام 1931 م حوالي 1258 نسمة، وفي عام 1945 م حوالي 1830 نسمة وفي عام 1965 حوالي 6250 نسمة.
- شفاعمرو: (بالعبرية: שְׁפַרְעָם) هي مدينة عربيّة تقع ضمن لواء الشمال حسب التقسيم الإداريّ الإسرائيليّ وتحديدًا في منطقةِ الجليل الأسفل. تبعدُ عن البحرِ 13كم وعن حيفا وعكّا والنّاصرة 20كم. تُعتبر شفاعمرو من المُدنِ المركزيّة في الجليل نظرًا لموقعِها الإستراتيجي كنُقطةِ التقاء السُهول بجبالِ الجليل جعلتها أكثر من مرّةٍ مركزًا لولاة المنطقة وخاصّةً ظاهر العمر الذي شيّد فيها قلعته الشهيرة. أصبحت شفاعمرو مُنذ عام 1948م مركزًا لعربِ 48 بفضلِ مكانها وكون سُكّانها من العرب. تقع المدينة على سبعِ تلال فلذلك تُلقّب بِـ «روما الصُغرى». بالمدينةِ تنوعٌ ديني فيسكُنها المُسلِمُون، المسيحيُّون والدرُوز.
- عرابة: من أمهات قرى القضاء، مساحتها 140 دونما، سادس قرى القضاء في كبرها، تقع في الجنوب الشرقي من عكا، دير حنا أقرب قرية لها، وتعتبر هي وقرية تمرة آخر أعمال القضاء من الجنوب. بلغ عدد سكانها عام 1922 م حوالي 984 نسمة وفي عام 1945 م حوالي 1800 نسمة وفي إحصاءات العدو لعام 1948 كان فيها 2172 نسمة وفي عام 1961بلغ 3370 نسمة.
- مجد الكروم: تقع في الشرق من عكا على بعد 16 كم، ترتفع عن سطح البحر 220 متراً مساحتها 74 دونماً. وكلمة مجد الجزء الأول من الاسم تحريف لكلمة (مجدل) السريانية ولاشتهار القرية بالعنب أضيفت الكروم إلى اسمها، وتبلغ مساحة أراضيها الزراعية 2042 دونماً وتحيط وتزرع فيها أشجار الزيتون والعنب. بلغ عدد سكانها عام 1922 م حوالي 889 نسمة وفي عام 1945 م حوالي 1400 نسمة وفي إحصاءات العدو لعام 1948 كان فيها 1896 نسمة وفي عام 1961 بلغ 3830 نسمة.
- يركا: تقع على مساحة 13 كم شمال شرقي عكا وترتفع 325 متراً عن سطح البحر ومساحتها 140 دونماً، تملك يركا أراضٍ مساحتها 32452 دونماً، منها 16 للطرق والوديان ولا يملك اليهود فيها شيئاً، غرس الزيتون في 5233 دونماً وهي بذلك ثانية قرى القضاء غرساً له. بلغ عدد سكانها عام 1922 م حوالي 978 نسمة وفي عام 1931 م حوالي 1196 نسمة، وفي عام 1945 م حوالي 1500 نسمة وفي إحصاءات العدو لعام 1948 كان فيها 2340 نسمة وفي عام 1981 م (2720) نسمة. وكان فيها في عام 1943 م مدرسة ابتدائية، كما تعتبر هذه القرية موقعا أثريا تجاورها خربة يركا.
- سخنين: تقع في منتصف الطريق بين قريتي عرابة وميعار ترتفع عن سطح البحر 250 م، تبلغ مساحة أراضيها 7000 دونم، وتشتهر بزراعة الزيتون وأشجار الفاكهة. بلغ عدد سكانها عام 1922 م حوالي 1575 نسمة، وفي عام 1945 م حوالي 2600 نسمة وفي إحصاءات العدو لعام 1948 كان فيها 3363 نسمة وفي عام 1965 م (6100) نسمة. وهي موقع أثري يحتوي على مرافق قديمة وآثار قرية (سيجان) الرومانية.